# She (film 1984)
She è un film del 1984 diretto da Avi Nesher.

## Trama
In un mondo post-apocalittico, Tom e il suo amico Dick partono per trovare e salvare Hari, la sorella di Dick che è stata rapita. Lungo la strada, combattono strane creature prima di affrontare e di sconfiggere i malvagi Norks.